# Secretaría de la Defensa Nacional

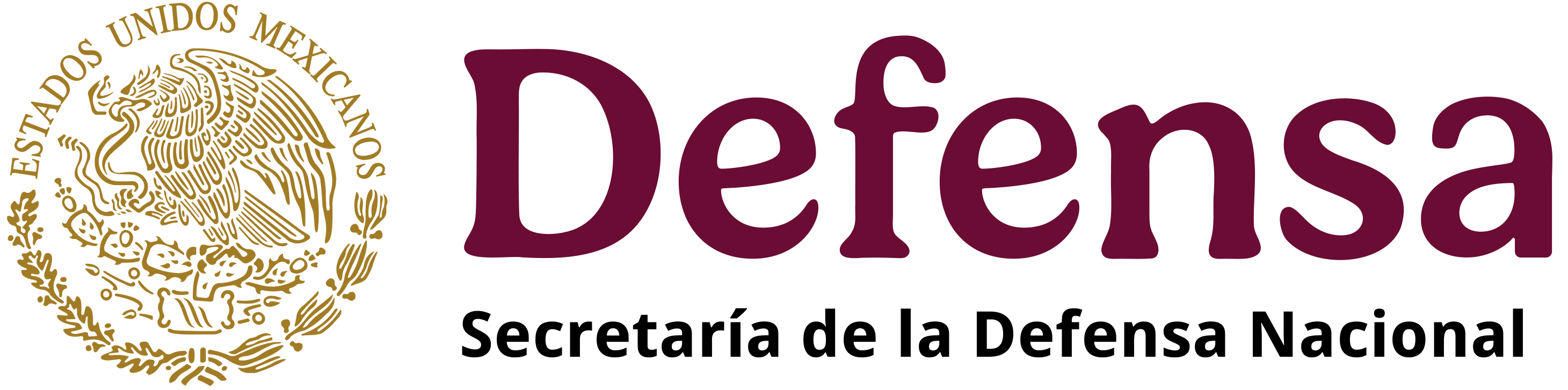
SEDENA

Das Secretaría de la Defensa Nacional (SEDENA) ist das politische „Sekretariat (der Regierung) für die nationale Verteidigung“ in Mexiko, vergleichbar mit einem Verteidigungsministerium.
Es wurde 1884 als „Kriegs- und Marinesekretariat“ (span.: Secretaría de Guerra y Marina) gegründet und hat seinen Sitz in Mexiko-Stadt. 1937 wurde es in Secretaría de la Defensa umbenannt. Für die mexikanische Kriegsmarine, die Armada de México, ist in Mexiko seither das Secretaría de Marina (SEMAR) zuständig.
Es gibt folgende Bereiche: Das „Untersekretariat für nationale Verteidigung“ (span.: Subsecretaría de la Defensa Nacional), den „Generalstab für nationale Verteidigung“ (span.: Estado Mayor de la Defensa Nacional) und die Organe für Kriegsrecht, die sogenannten Órganos del Fuero de Guerra.

## Bisherige Sekretäre
Das Amt eines „Secretario“ / einer „Secretaria“ der Regierung in Mexiko ist vergleichbar mit dem eines Ministers einer Staatsregierung.
| Amtsinhaber                                    | Amtszeit                                   | Präsident                                  | Zeitraum                                   |
| Secretario / Secretaria de Guerra y Marina     | Secretario / Secretaria de Guerra y Marina | Secretario / Secretaria de Guerra y Marina | Secretario / Secretaria de Guerra y Marina |
| ---------------------------------------------- | ------------------------------------------ | ------------------------------------------ | ------------------------------------------ |
| Pedro Hinojosa                                 | 1884–1896                                  | Porfirio Díaz                              | 1884–1911 (zweite Präsidentschaft)         |
| Felipe Berriozábal                             | 1896–1900                                  | Porfirio Díaz                              | 1884–1911 (zweite Präsidentschaft)         |
| Bernardo Reyes                                 | 1900–1902                                  | Porfirio Díaz                              | 1884–1911 (zweite Präsidentschaft)         |
| Francisco Z. Mena                              | 1903–1905                                  | Porfirio Díaz                              | 1884–1911 (zweite Präsidentschaft)         |
| Manuel González Cosío                          | 1905–1911                                  | Porfirio Díaz                              | 1884–1911 (zweite Präsidentschaft)         |
| Eugenio Rascón                                 | 1911                                       | Francisco León de la Barra                 | 1911                                       |
| José González Salas                            | 1911                                       | Francisco León de la Barra                 | 1911                                       |
| José González Salas                            | 1911–1912                                  | Francisco I. Madero                        | 1911–1913                                  |
| Ángel García Peña                              | 1912–1913                                  | Francisco I. Madero                        | 1911–1913                                  |
| Manuel Mondragón                               | 1913                                       | Victoriano Huerta                          | 1913–1914                                  |
| Aureliano Blanquet                             | 1913–1914                                  | Victoriano Huerta                          | 1913–1914                                  |
| José Refugio Velasco                           | 1914                                       | Victoriano Huerta                          | 1913–1914                                  |
| José Refugio Velasco                           | 1914                                       | Francisco S. Carvajal                      | 1914                                       |
| José Isabel Robles                             | 1914–1915                                  | Eulalio Gutiérrez                          | 1914–1915                                  |
| Alfredo Serratos                               | 1915                                       | Roque González Garza                       | 1915                                       |
| Francisco V. Pacheco                           | 1915                                       | Roque González Garza                       | 1915                                       |
| Eduardo Hay                                    | 1914                                       | Venustiano Carranza                        | 1917–1920                                  |
| Jacinto B. Treviño                             | 1914                                       | Venustiano Carranza                        | 1917–1920                                  |
| Ignacio L. Pesqueira                           | 1914–1916                                  | Venustiano Carranza                        | 1917–1920                                  |
| Álvaro Obregón                                 | 1916–1917                                  | Venustiano Carranza                        | 1917–1920                                  |
| Jesús Agustín Castro                           | 1917–1918                                  | Venustiano Carranza                        | 1917–1920                                  |
| Juan José Ríos                                 | 1918–1920                                  | Venustiano Carranza                        | 1917–1920                                  |
| Francisco L. Urquizo                           | 1920                                       | Venustiano Carranza                        | 1917–1920                                  |
| Plutarco Elías Calles                          | 1920                                       | Adolfo de la Huerta                        | 1920                                       |
| Benjamín Hill                                  | 1920                                       | Álvaro Obregón                             | 1920–1924                                  |
| Enrique Estrada                                | 1920–1922                                  | Álvaro Obregón                             | 1920–1924                                  |
| Francisco R. Serrano                           | 1922–1924                                  | Álvaro Obregón                             | 1920–1924                                  |
| Joaquín Amaro                                  | 1924–1928                                  | Plutarco Elías Calles                      | 1924–1928                                  |
| Joaquín Amaro                                  | 1928–1930                                  | Emilio Portes Gil                          | 1928–1930                                  |
| Joaquín Amaro                                  | 1930–1931                                  | Pascual Ortiz Rubio                        | 1930–1932                                  |
| Plutarco Elías Calles                          | 1931–1932                                  | Pascual Ortiz Rubio                        | 1930–1932                                  |
| Abelardo L. Rodríguez                          | 1932                                       | Pascual Ortiz Rubio                        | 1930–1932                                  |
| Pablo Quiroga Escamilla                        | 1932–1933                                  | Abelardo L. Rodríguez                      | 1932–1934                                  |
| Lázaro Cárdenas del Río                        | 1933                                       | Abelardo L. Rodríguez                      | 1932–1934                                  |
| Pablo Quiroga Escamilla                        | 1933–1934                                  | Abelardo L. Rodríguez                      | 1932–1934                                  |
| Pablo Quiroga Escamilla                        | 1934–1935                                  | Lázaro Cárdenas del Río                    | 1934–1940                                  |
| Andrés Figueroa Figueroa                       | 1935–1936                                  | Lázaro Cárdenas del Río                    | 1934–1940                                  |
| Secretario / Secretaria de la Defensa Nacional |                                            | Lázaro Cárdenas del Río                    | 1934–1940                                  |
| Manuel Ávila Camacho                           | 1936–1939                                  | Lázaro Cárdenas del Río                    | 1934–1940                                  |
| Jesús Agustín Castro                           | 1939–1940                                  | Lázaro Cárdenas del Río                    | 1934–1940                                  |
| Pablo Macías Valenzuela                        | 1940–1942                                  | Manuel Ávila Camacho                       | 1940–1946                                  |
| Lázaro Cárdenas del Río                        | 1942–1945                                  | Manuel Ávila Camacho                       | 1940–1946                                  |
| Francisco L. Urquizo                           | 1945–1946                                  | Manuel Ávila Camacho                       | 1940–1946                                  |
| Gilberto R. Limón                              | 1946–1952                                  | Miguel Alemán Valdés                       | 1946–1952                                  |
| Matías Ramos                                   | 1952–1958                                  | Adolfo Ruiz Cortines                       | 1952–1958                                  |
| Agustín Olachea                                | 1958–1964                                  | Adolfo López Mateos                        | 1958–1964                                  |
| Marcelino García Barragán                      | 1964–1970                                  | Gustavo Díaz Ordaz                         | 1964–1970                                  |
| Hermenegildo Cuenca Díaz                       | 1970–1976                                  | Luis Echeverría                            | 1970–1976                                  |
| Félix Galván López                             | 1976–1982                                  | José López Portillo                        | 1976–1982                                  |
| Juan Arévalo Gardoqui                          | 1982–1988                                  | Miguel de la Madrid                        | 1982–1988                                  |
| Antonio Riviello Bazán                         | 1988–1994                                  | Carlos Salinas de Gortari                  | 1988–1994                                  |
| Enrique Cervantes Aguirre                      | 1994–2000                                  | Ernesto Zedillo                            | 1994–2000                                  |
| Gerardo Clemente Ricardo Vega García           | 2000–2006                                  | Vicente Fox                                | 2000–2006                                  |
| Guillermo Galván Galván                        | 2006–2012                                  | Felipe Calderón Hinojosa                   | 2006–2012                                  |
| Salvador Cienfuegos Zepeda                     | 2012–2018                                  | Enrique Peña Nieto                         | 2012–2018                                  |
| Luis Cresencio Sandoval                        | 2018–2024                                  | Andrés Manuel López Obrador                | 2018–2024                                  |
| Ricardo Trevilla Trejo                         | 2024–                                      | Claudia Sheinbaum                          | 2024–                                      |

## SEDENA Leaks
Im Oktober 2022 gerieten zahlreiche Präsentationen und über vier Millionen interne Dokumente des mexikanischen Verteidigungsministeriums an die Öffentlichkeit. Diese wiesen unter anderem die Überwachung von Journalisten und der zapatistischen Bewegung sowie Waffen- und Munitionslieferungen an Kartelle nach. Die New York Times bewertete die Inhalte als Indiz für den wachsenden Einfluss des Militärs über die zivile Regierung. Die US-Regierung zeigte sich besorgt, da die Dokumente auch ein gemeinsames Vorgehen der beiden Länder gegen den Fentanyl-Schmuggel nachwiesen.